# Otto von Bismarck
Otto Eduard Leopold von Bismarck-Schönhausen (fra 1865 Graf, fra 1871 Fürst von Bismarck, fra 1890 Herzog von Lauenburg, født 1. april 1815 i Schönhausen, død 30. juli 1898 i Friedrichsruh ved Hamborg) var fra 1862 til 1890 – undtagen 1873 – preussisk ministerpræsident og tillige fra 1867 til 1871 forbundskansler i Det nordtyske Forbund. Fra 1871 til 1890 var han den første rigskansler i det tyske kejserrige, hvis skabelse han afgørende bidrog til.
Som preussisk politiker vandt Bismarck sig i første omgang et navn blandt de konservative som fortaler for junkernes interesser, og i reaktionsperioden fra 1851 til 1862 var han diplomat. I 1862 blev han udnævnt til preussisk ministerpræsident. I den preussiske forfatningskonflikt kæmpede han mod de liberale og for monarkiets fortrinsstilling. Som udenrigsminister gennemtrumfede han i den dansk-tyske krig 1864 og i den preussisk-østrigske krig 1866 Preussens politiske dominans i Tyskland. I den tysk-franske krig 1870-71 medvirkede han som den drivende kraft dels ved gennemførelsen af den lilletyske løsning på det tyske spørgsmål, dvs. en løsning uden Østrig, dels ved grundlæggelsen af det tyske kejserrige.
Som rigskansler og som preussisk ministerpræsident havde Bismarck – til han blev afskediget i 1890 – en afgørende indflydelse på det nye kejserriges politik, hvilket i folkemunde og i den populære historieskrivningen gav ham tilnavnet „Jernkansleren“. Udenrigspolitisk satsede han på at opretholde ligevægt mellem de europæiske stater ved hjælp af sin alliancepolitik.
Indenrigspolitisk kan Bismarcks regeringsperiode fra 1866 opdeles i to faser. I første fase indgik han en alliance med de moderate liberale, hvilket førte til talrige indenrigspolitiske reformer, herunder indførelse af borgerlig vielse. I den såkaldte kulturkamp nedkæmpede Bismarck den romersk-katolske kirkes modstand med drastiske midler.
I anden fase fra slutningen af 1870´erne vendte Bismarck sig i tiltagende grad bort fra de liberale. I denne fase falder overgangen til beskyttelsestoldpolitikken og til statsinterventionistiske forholdsregler. Hertil hører især skabelsen af socialforsikring. Indenrigspolitisk var 1880´erne præget af de repressive socialistlove. I 1890 førte meningsforskelle mellem Bismarck og kejser Wilhelm 2., som havde været ved magten i knap to år, til at Bismarck blev afskediget.
De næste år spillede Bismarck fortsat en vis politisk rolle som kritiker af sine efterfølgere. Især gennem sine meget læste memoirer, Gedanken und Errinnerungen, medvirkede han afgørende og varigt til at danne billedet af sig selv i den tyske offentlighed.
I tysk historieskrivning dominerede til midt i det tyvende århundrede en udpræget positiv bedømmelse af Bismarcks rolle, en bedømmelse som i nogen grad bar præg af en nationalistisk idealisering. Efter anden verdenskrig var der dog et tiltagende antal kritiske røster, som lagde ansvaret for det tyske demokratis fallit på Bismarck, og som opfattede det kejserrige og den øvrighedsstat, som han havde skabt, som en fejlkonstruktion. Denne skarpe modsætning i bedømmelsen af ham er man i de fleste nyere historiske fremstillinger kommet ud over, så man nu mere ligeligt betoner den bismarckske politiks præstationer og mangler og i højere grad ser disse forhold som et udtryk for den tids politiske strukturer og processer.[kilde mangler]